# 1921년 전국체육대회
1921년 전국체육대회는 1921년 2월 11일부터 11월 3일까지 일제강점기 조선 경기도 경성부에서 개최된 전국체육대회이다. 1921년에 개최된 제2회 전조선야구대회, 제1회 전조선정구대회, 제1회 전조선축구대회를 1921년 전국체육대회의 일부로 인정하고 있다. 제1회 전조선축구대회가 1921년 2월 11일 배재고등보통학교 운동장에서 개최되면서 1921년 전국체육대회가 시작되었다. 1921년 10월 15일에 제1회 전조선정구대회가 개최되며 정구 종목이 진행되었고, 1921년 10월 31일에 제2회 전조선야구대회가 개최되며 야구 종목이 진행되었다.

## 경기 종목

### 야구

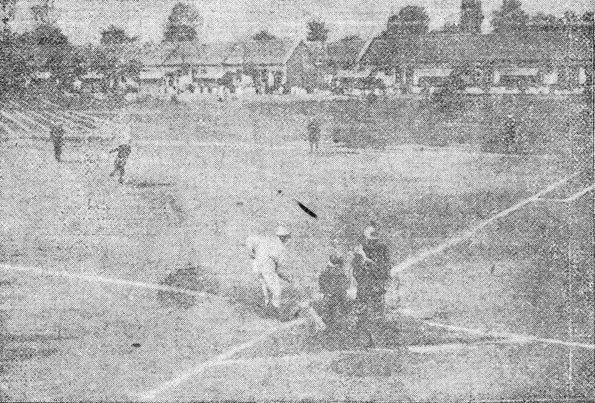
야구 종목 2일차 경기 모습

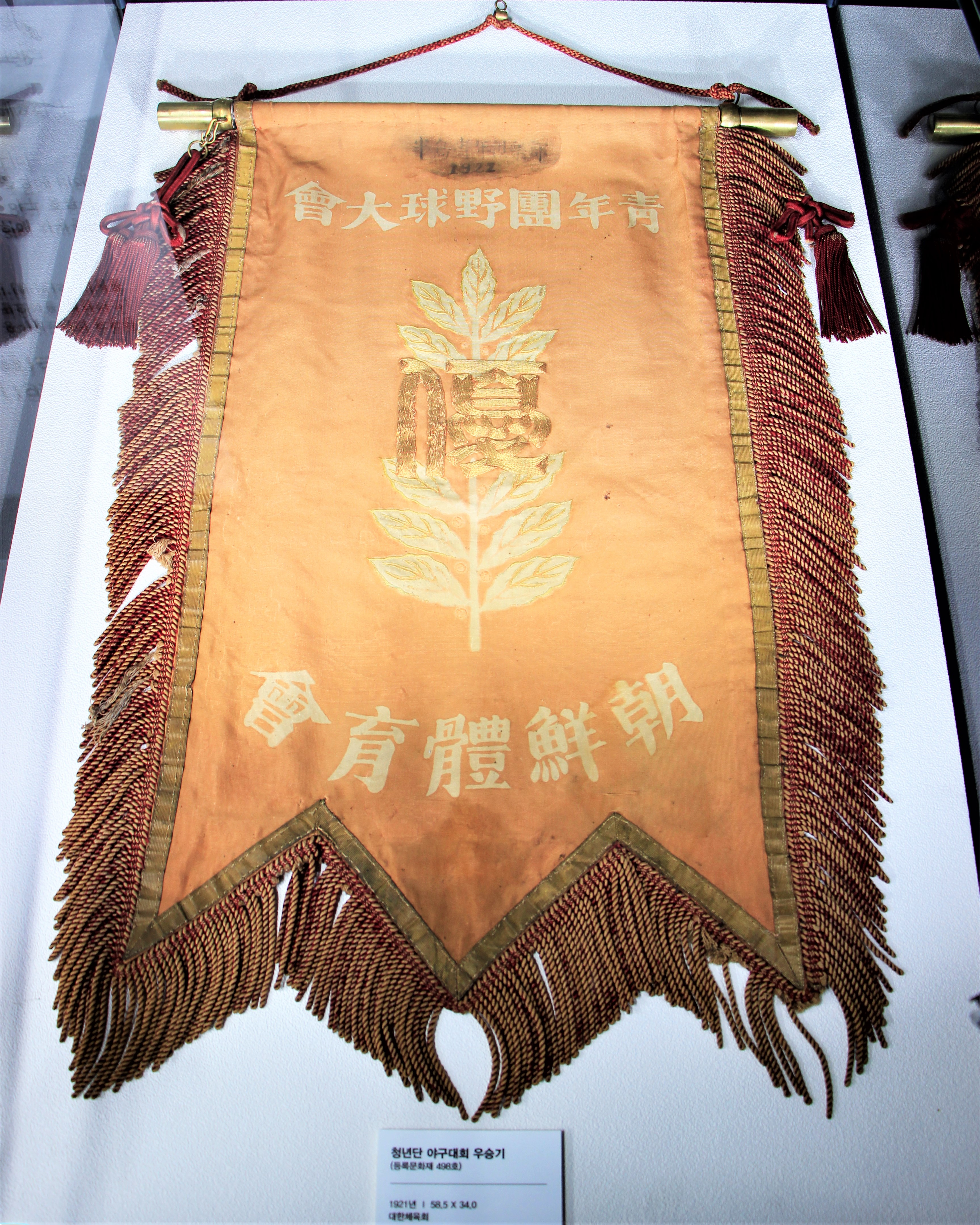
전조선야구대회 2회 청년단 우승기

야구 종목은 제2회 전조선야구대회로 진행되었다. 1921년에 개최된 제1회 전조선소년야구대회에서 배재고등보통학교 측의 항의 과정에서 일어난 난동사건으로 징계를 받게 되자, 경기 장소로 적합했던 배재보통고등학교 운동장을 이용할 수 없게 되었다. 결국 당시 조선체육회는 1일차 경기는 경성중학 운동장에서 진행하고 2일차 경기부터는 용산철도국 운동장에서 진행했다. 중학부에서는 7개 선수단이 참가하여 휘문고등보통학교가 우승했고 청년부에서는 9개 선수단이 참가하여 반도구락부가 우승했다.

### 정구

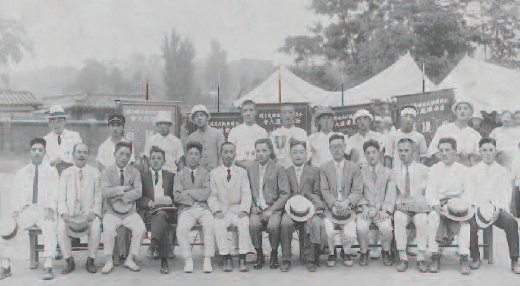
정구 종목에 참가한 각 선수단 대표

정구 종목은 제1회 전조선정구대회로 진행되었다. 당초 1921년 7월 10일부터 사흘 동안 진행될 예정이었으나 제1회 전조선소년야구대회 결승전에서 발생한 난동으로 인해 일정이 연기되어 1921년 10월 15일부터 사흘간 보성고등보통학교 정구 코트에서 개최되었다. 중학부에 7개 선수단이 참가하여 송도고등보통학교가 우승했고 청년부에 9개 선수단이 참가하여 금강단이 우승했다.

### 축구
축구 종목은 제1회 전조선축구대회로 진행되었다. 1921년 2월 11일에 배재고등보통학교 운동장에서 개최되었다. 경성부 지역의 선수단만 참가했던 1920년 전국체육대회와 달리 평양, 정주, 청주, 동래 등 다른 지역 선수단들도 참가했다. 중학부 종목에는 7개 선수단이 참가했고 청년부 종목에는 11개 선수단이 참가했다. 경기 진행 과정에서 대회 운영이 미숙했고 선수단간 경기 규칙의 해석 차이 등으로 분규가 계속 일어났고, 급기야 청년부 준결승 배재구락부와 숭실구락부의 경기에서는 오프사이드 반칙을 놓고 경기가 중단된 사이 난동이 발생하면서 경기가 진행되지 못하여 우승팀을 가리지 못한 채 대회가 중단되었다.

## 경기장
| 종목 | 경기장                  | 도시 | 부문   | 세부 종목 | 비고 |
| ---- | ----------------------- | ---- | ------ | --------- | ---- |
| 야구 | 경성중학 운동장         | 경성 | 전부문 | 전종목    |      |
| 야구 | 용산철도국 운동장       | 경성 | 전부문 | 전종목    |      |
| 정구 | 보성고등보통학교 운동장 | 경성 | 전부문 | 전종목    |      |
| 축구 | 배재고등보통학교 운동장 | 경성 | 전부문 | 전종목    |      |

## 선수단
| 선수단   | 선수 | 임원 | 야구 | 야구 | 정구 | 정구 | 축구 | 축구 | 비고 |
| 선수단   | 선수 | 임원 | 청년 | 중학 | 청년 | 중학 | 청년 | 중학 | 비고 |
| -------- | ---- | ---- | ---- | ---- | ---- | ---- | ---- | ---- | ---- |
| 경기도   |      |      | •    | •    | •    | •    | •    | •    |      |
| 경상남도 |      |      |      |      |      |      | •    |      |      |
| 경상북도 |      |      | •    |      |      |      |      |      |      |
| 전라북도 |      |      |      |      | •    | •    |      |      |      |
| 충청남도 |      |      |      |      | •    |      |      |      |      |
| 충청북도 |      |      |      |      |      |      | •    |      |      |
| 평안남도 |      |      | •    |      |      |      | •    |      |      |
| 평안북도 |      |      |      | •    |      |      |      | •    |      |
| 함경남도 |      |      |      |      | •    |      |      |      |      |
| 계       |      |      | 3    | 2    | 4    | 2    | 4    | 2    |      |
| 계       | 4    | 4    | 4    | 4    | 5    | 5    |      |      |      |

## 대회 일정
|  | 개막식 |  | 종목 경기 |  | 결선 경기 |  | 폐막식 |

| 1921년          | 1921년          | 2월  | 2월  | 10월 | 10월 | 10월 | 10월 | 11월 | 11월 | 11월 | 종목 합계 | 종목 합계 |
| 1921년          | 1921년          | 11일 | 12일 | 15일 | 16일 | 17일 | 31일 | 1일  | 2일  | 3일  | 종목 합계 | 종목 합계 |
| --------------- | --------------- | ---- | ---- | ---- | ---- | ---- | ---- | ---- | ---- | ---- | --------- | --------- |
| 개막식 / 폐막식 | 개막식 / 폐막식 | •    |      | •    |      | •    | •    |      |      | •    |           |           |
| 야구            | 청년부          |      |      |      |      |      |      |      | 1    |      | 1         | 2         |
| 야구            | 중학부          |      |      |      |      |      |      |      |      | 1    | 1         | 2         |
| 정구            | 청년부          |      |      |      | 1    |      |      |      |      |      | 1         | 2         |
| 정구            | 중학부          |      |      |      |      | 1    |      |      |      |      | 1         | 2         |
| 축구            | 청년부          |      |      |      |      |      |      |      |      |      | 0         | 0         |
| 축구            | 중학부          |      |      |      |      |      |      |      |      |      | 0         | 0         |
| 일일 합계       | 일일 합계       | 0    | 0    | 0    | 1    | 1    | 0    | 0    | 1    | 1    | 총계      | 총계      |
| 누적 합계       | 누적 합계       | 0    | 0    | 0    | 1    | 2    | 2    | 2    | 3    | 4    | 4         | 4         |

## 메달 집계

### 최종 순위
| 순위 | 선수단   | 금메달 | 은메달 | 동메달 | 메달 합계 |
| ---- | -------- | ------ | ------ | ------ | --------- |
| 1    | 경기도   | 4      | 4      | 5      | 13        |
| 2    | 평안북도 | 0      | 0      | 1      | 1         |
| 3    | 경상남도 | 0      | 0      | 0      | 0         |
| 3    | 경상북도 | 0      | 0      | 0      | 0         |
| 3    | 전라북도 | 0      | 0      | 0      | 0         |
| 3    | 충청남도 | 0      | 0      | 0      | 0         |
| 3    | 충청북도 | 0      | 0      | 0      | 0         |
| 3    | 평안남도 | 0      | 0      | 0      | 0         |
| 3    | 함경남도 | 0      | 0      | 0      | 0         |
| 합계 | 합계     | 4      | 4      | 6      | 14        |

### 청년부 메달 집계
| 순위 | 선수단   | 금메달 | 은메달 | 동메달 | 메달 합계 |
| ---- | -------- | ------ | ------ | ------ | --------- |
| 1    | 경기도   | 2      | 2      | 2      | 6         |
| 2    | 경상남도 | 0      | 0      | 0      | 0         |
| 2    | 경상북도 | 0      | 0      | 0      | 0         |
| 2    | 전라북도 | 0      | 0      | 0      | 0         |
| 2    | 충청남도 | 0      | 0      | 0      | 0         |
| 2    | 충청북도 | 0      | 0      | 0      | 0         |
| 2    | 평안남도 | 0      | 0      | 0      | 0         |
| 2    | 함경남도 | 0      | 0      | 0      | 0         |
| 합계 | 합계     | 1      | 1      | 1      | 3         |

### 중학부 메달 집계
| 순위 | 선수단   | 금메달 | 은메달 | 동메달 | 메달 합계 |
| ---- | -------- | ------ | ------ | ------ | --------- |
| 1    | 경기도   | 2      | 2      | 3      | 7         |
| 2    | 평안북도 | 0      | 0      | 1      | 1         |
| 3    | 전라북도 | 0      | 0      | 0      | 0         |
| 합계 | 합계     | 2      | 2      | 4      | 8         |

## 참고 문헌
- “대한체육회 국내종합경기대회”. 대한체육회.
- “제2회 전국체육대회”. 대한체육회.
- “제2회 전국체육대회 경기 결과”. 대한체육회.
- 《대한체육회 50년》. 대한체육회. 1970. 2020년 11월 8일에 원본 문서에서 보존된 문서. 2022년 11월 5일에 확인함.
- 《대한체육회 70년사》. 대한체육회. 1990. 2020년 11월 8일에 원본 문서에서 보존된 문서. 2022년 11월 5일에 확인함.
- 《대한체육회 90년사》. 대한체육회. 2011. 2020년 11월 8일에 원본 문서에서 보존된 문서. 2022년 11월 5일에 확인함.
- 대한체육회 100주년 기념사업부 (2020). 《대한민국 체육 100년》. 대한체육회. 2023년 9월 21일에 원본 문서에서 보존된 문서. 2024년 2월 8일에 확인함.